# Andra opiumkriget
Andra opiumkriget ägde rum mellan Storbritannien och Kina (Qingdynastin) 1856–1860, kallas även Arrowkriget eller Lorchakriget. Trots stora förhoppningar efter det första opiumkriget ledde fredsuppgörelsen 1842-1843 inte till förbättrade förhållanden mellan Kina och västmakterna. De kinesiska myndigheterna i Guangzhou var ovilliga att öppna staden för utlänningar och konflikten skärptes i samband med att det Xianfeng-kejsaren uppsteg på tronen och Taipingupprorets utbrott 1850.

## Historia

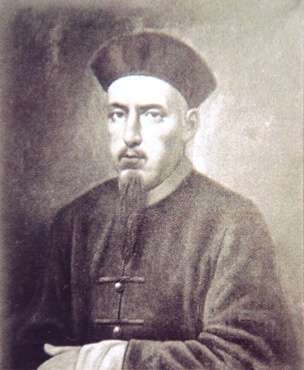
Auguste Chapdelaine.

1856 provocerade den brittiske konsuln Harry Parkes fram en brytning med Kina då myndigheterna i Guangzhou den 8 oktober hade uppbringat ett kinesiskt piratfartyg, en så kallad lorcha (djonk med europeisk rigg), som seglat under engelsk flagg. Detta hade fartyget inte fått tillstånd till, men Parkes krävde ändå att sjörövarna skulle undantas från straff enligt kinesiska lagar. Resultatet blev demonstrationer i Guangzhou med skador på europeisk egendom, vilket gav lord Palmerston en förevändning att inleda krig.
Den franske kejsaren Napoleon III såg kriget som ett tillfälle att utöka sitt inflytande i Kina och slöt förbund med Storbritannien. Fransmännens förevändning för att vara med var att den franske missionären Auguste Chapdelaine hade avrättats i strid med ingångna fördrag. 1857 erövrade de allierade Kanton, vars guvernör, Ye Mingchen, skickades som fånge till Calcutta. Därefter gick flottan norrut till Beiheflodens mynning och erövrade Daguforten som skyddade Tianjin. Kineserna var hopplöst underlägsna och accepterade lord Elgins fredsvillkor i Tianjin. De europeiska staterna fick rätt att ha legationer i Peking och alla européer skulle åtnjuta exterritorialrätt, dvs. de fick inte ställas inför kinesiska domstolar. Ytterligare elva hamnar öppnades för utländska fartyg, och opiumhandeln legaliserades. Kristna missionärer fick tillåtelse att verka överallt i Kina. Även USA och Ryssland, som inte deltagit i kriget, undertecknade fördrag med Kina och ryssarna passade på att pressa kineserna till att avstå landet norr om Amurfloden.
När en brittisk eskader 1859 seglade uppför Beihefloden med de allierade diplomater som skulle till Peking för att utväxla Tianjinfredens ratifikationsdokument, öppnade Daguforten eld utan förvarning. Ett försök att storma forten slogs tillbaka med svåra förluster. Kriget var igång igen.
År 1860 landsteg en stark fransk-brittisk expeditionskår vid Beihes mynning och erövrade Daguforten. Därefter tågade de i ilmarsch mot Peking och slog ner allt kinesiskt motstånd på vägen. Xianfeng-kejsaren flydde med sitt harem till jaktslottet Jehol i bergen norr om kinesiska muren. Peking bombarderades och kejsarens praktfulla sommarpalats utanför staden brändes och plundrades på order av överbefälhavaren lord Elgin. Efter tappert försvar mot övermakten kapitulerade kommendanten i Peking, Prins Gong, den 12 oktober och ratificerade å kejsarens vägnar Tianjinfreden med vissa tillägg. Européernas handelsrättigheter utvidgades avsevärt, och på begäran av Frankrike fick den katolska kyrkan tillstånd att köpa jord och annan egendom i Kina. Genom en separat överenskommelse den 12 november tvingade dessutom den ryske förhandlaren Nikolaj Muravjov-Amurskij Kina till nya landavträdelser, denna gång kustlandet öster om Ussurifloden, där fästningen och örlogsbasen Vladivostok anlades. 
Efter krigsslutet inträdde västerländska experter, under bl a Charles George Gordon, på Qingregimens sida mot Taipingrebellerna, som nedkämpades 1864. 